# Homefront (film)
Pour les articles homonymes, voir Homefront.
Pour plus de détails, voir Fiche technique et Distribution.
Homefront ou Protection au Québec est un film d'action américain réalisé par Gary Fleder, sorti en 2013.
Le film suit Phil Broker (Jason Statham), un ex-agent de la DEA, qui s'est installé avec sa fille en Louisiane après la mort de sa femme. Il se retrouve confronté au parrain local du trafic de drogue Gator Bodine (James Franco).

## Synopsis
Deux ans après avoir attaqué un laboratoire de méthamphétamine appartenant au chef d'un gang de motards Danny T, Phil Broker prend sa retraite de la DEA et emménage dans une petite ville de Louisiane avec sa fille Maddy. Un jour, Maddy se bat dans une cour d'école avec un tyran nommé Teddy Klum, et Broker est appelé à son école. Alors qu'ils se préparent à rentrer chez eux, la mère de Teddy, Cassie, déclenche une bagarre entre son mari et Broker, que Broker gagne facilement. Enragée, Cassie demande plus tard à son frère Gator, un fabricant de médicaments, d'intimider Broker. L'ami de Broker, Teedo, l'avertit que les habitants pourraient s'engager dans un combat à l'ancienne.
Alors que Broker et Maddy font de l'équitation, Gator fait irruption dans leur maison où il trouve d'anciens dossiers personnels de la DEA. Il découvre que Broker était responsable de l'arrestation de Danny T, qui a entraîné la mort du fils de ce dernier. Espérant étendre son influence, Gator prévient Danny T, qui envoie des membres de son gang pour tuer Broker. Pendant ce temps, Broker tente de régler la situation avec la famille de Teddy, et Maddy invite Teddy à sa fête d'anniversaire. Alors que les tensions entre les deux familles s'atténuent lentement, Teddy et Maddy deviennent même amis. Gator avertit Cassie de rester à l'écart de Broker.
Les contacts DEA de Broker l'avertissent que Gator pourrait être impliqué avec Danny T. Broker se dirige alors vers le laboratoire de méthamphétamine de Gator et le sabote, mais il est maîtrisé et torturé par les voyous de Gator. Broker parvient à s'échapper et à vaincre ses ravisseurs, mais avant que lui et Maddy ne puissent quitter la ville, les membres du gang arrivent. Bien que Broker tende une embuscade et tue la plupart des membres du gang, Teedo est grièvement blessé en aidant Broker et Maddy à s'échapper. Pendant ce temps, la petite amie de Gator, Sheryl, force Maddy à partir avec elle. Maddy utilise son téléphone portable pour appeler Broker et, d'après ses descriptions, Broker se rend compte qu'elle a été emmenée au laboratoire de méthamphétamine de Gator.
Cassie arrive à l'entrepôt de Gator après avoir entendu la nouvelle de la fusillade et est horrifiée d'y trouver Maddy. Elle confronte avec colère Gator et lui demande de lui donner Maddy, avant de déclencher accidentellement le piège de Broker et de faire exploser le laboratoire. Dégoûtée par son frère, Cassie tente de fuir avec Maddy pendant le chaos, conduisant à une lutte dans laquelle Gator tire accidentellement sur Cassie. Gator s'enfuit alors avec Maddy dans son camion, avec Broker à sa poursuite. Lorsque Broker écrase sa voiture, Gator se prépare à lui tirer dessus mais est distrait par Maddy qu'il tente ensuite de forcer à retourner dans son camion. Profitant de la distraction, Broker se libère et bat sauvagement Gator avant de retrouver Maddy. Gator et Sheryl sont arrêtés, tandis que Teedo et Cassie sont emmenés à l'hôpital. Broker rend plus tard visite à Danny T en prison, lui faisant savoir qu'il sera là lorsqu'il sera libéré.

## Fiche technique
- Titre original et français : Homefront
- Titre québécois : Protection
- Réalisation : Gary Fleder
- Scénario : Sylvester Stallone, d'après le roman Du feu sous la neige (Homefront) de Chuck Logan
- Direction artistique : Greg Berry
- Décors : A. Todd Holland
- Costumes : Kelli Jones
- Photographie : Theo van de Sande
- Montage : Padraic McKinley
- Musique : Mark Isham
- Production : Sylvester Stallone, John Thompson et Kevin King Templeton
- Sociétés de production : Millennium Films et Nu Image
- Sociétés de distribution :  Lionsgate ;  Wild Bunch
- Budget : 22 000 000 $[1]
- Pays d’origine : États-Unis
- Langue originale : anglais
- Format : couleurs - 2.35 : 1 - Dolby numérique - 35 mm
- Genre : action
- Durée : 100 minutes
- Dates de sortie[2] :
  -  États-Unis : 27 novembre 2013
  -  France : 8 janvier 2014[3]
- Classifications :
  -  États-Unis : interdit aux moins de 17 ans non accompagnés d'un adulte[4]
  -  France : tous publics avec avertissement[5] puis interdit (déconseillé) aux moins de 12 ans lors de sa sortie DVD (diffusion TV).

## Distribution
- Jason Statham (V. F. : Boris Rehlinger ; V. Q. : Sylvain Hétu) : Phil Broker
- James Franco (V. F. : Jérémie Covillault ; V. Q. : Martin Watier) : Morgan « Gator » Bodine
- Winona Ryder (V. F. : Françoise Cadol ; V. Q. : Violette Chauveau) : Sheryl Marie Mott
- Kate Bosworth (V. F. : Julia Vaidis-Bogard ; V. Q. : Marika Lhoumeau) : Cassie Bodine Klum
- Rachelle Lefèvre (V. F. : Alexandra Ansidei ; V. Q. : Mélanie Laberge) : Susan Hetch
- Frank Grillo (V. F. : Nessym Guetat ; V. Q. : Pierre Auger) : Cyrus Hanks
- Izabela Vidovic (V. F. : Jeanne Orsat ; V. Q. : Ludivine Reding) : Maddy Broker fille de Phil
- Clancy Brown (V. F. : Gérard Darier ; V. Q. : Benoît Rousseau) : le shérif Keith Rodrigue
- Marcus Hester (V. F. : Bruno Choël ; V. Q. : Patrice Dubois) : Jimmy Klum
- Chuck Zito (V. Q. : Denis Gravereaux) : Danny « Danny T » Turrie
- Nicole Andrews : Mme Etherby
- Christa Campbell : Lydia
- Omar Benson Miller (V. F. : Jean-Baptiste Anoumon ;V. Q. : Hugolin Chevrette-Landesque) : Teedo
- Lance E. Nichols : Agent de la DEA
- Pruitt Taylor Vince (VF : Patrick Floersheim) : Werks

Source et légende : Version française (V. F.) sur le site d’AlterEgo (la société de doublage) et sur AlloDoublage ; Version québécoise (V. Q.) sur le site de Doublage Québec (la société de doublage).

## Production

### Développement
Homefront est l'adaptation cinématographique du roman du même nom de Chuck Logan, paru en France en 2009 sous le titre Du feu sous la neige. Ce roman fait partie d'une série de plusieurs livres mettant en scène le personnage de Phil Broker.
À l'origine, Sylvester Stallone avait écrit ce film pour lui-même. Le scénario devait même être un nouveau film de la saga Rambo : 

« À un moment donné, il a été question que ça soit le dernier chapitre de la saga Rambo. J'étais séduit par cette idée, et l'intrigue aurait bien fonctionné. Pendant que je travaillais sur le scénario, on a fait des recherches approfondies sur les accros à la méthamphétamine, la lutte contre les stupéfiants, et la manière dont cette drogue s'est insidieusement infiltrée dans tout le pays. C'est une drogue monstrueuse. Mais j'ai fini par tourner Rocky Balboa, et j'ai changé de priorité. Du coup, pendant le tournage d’Expendables 2 : Unité spéciale en Bulgarie, j'ai demandé à Jason de lire le scénario. Il l'a adoré et il n'a cessé de me répéter : « Je veux le faire, je veux le faire, je veux le faire ! » J'ai fini par lui donner mon accord parce que je me suis dit que s'il insistait autant, c'est qu'il devait être sincère ! »

Jason Statham explique ce qui l'a séduit dans ce scénario : « Je n'ai encore jamais joué un père. Ce personnage est dans l'abnégation et d'une grande humilité. Sa seule raison de vivre, c'est sa fille. La plupart des types que j'ai interprétés jusque-là s'inspiraient de personnages de BD, qui ne faisaient pas preuve de beaucoup d'émotions et qui n'aimaient pas grand monde en dehors d'eux-mêmes. Du coup, avec Homefront, je me suis vraiment dit que c'était un défi et un nouveau départ pour moi. »

### Casting
Chuck Zito, qui incarne le chef des bikers Danny T, a été membre des Hells Angels pendant quelques années.
Clancy Brown avait déjà tourné sous la direction de Gary Fleder dans The Express sorti en 2008. James Franco et Gary Fleder souhaitaient quant à eux travailler ensemble depuis des années et avaient envisagé d’adapter le roman Pinball/Flipper de Jerzy Kosinski, sans succès.

### Tournage
Le film a été tourné à La Nouvelle-Orléans en Louisiane.

## Accueil

### Critiques
Dans l'ensemble, Homefront reçoit un accueil globalement mitigé des critiques professionnels des pays anglophones, 42 % des 111 critiques collectés par le site Rotten Tomatoes sont positifs, pour une moyenne de 5⁄10
Le site Metacritic, à partir de 35 critiques de presse, donne une note de 40⁄100 au film. L'hebdomadaire américain The New York Observer juge le film « prévisible mais divertissant ». The Washington Post écrit quant à lui, en conclusion de sa critique : « Asseyez-vous, détendez-vous et profitez des excès [du film], si vous le pouvez. » Le Chicago Tribune émet une critique davantage négative, voyant en Homefront un film « redevable des séries B des années soixante-dix ».
Le quotidien britannique The Guardian, dans le chapô de l'article qu'il consacre au film, juge : « Jason Statham, Winona Ryder et James Franco ne peuvent pas sauver ce thriller d'arrière-pays de la médiocrité. »
En France, le site web Allociné donne une note de 2.5⁄5 au film en se basant sur 11 critiques de presse. Si le quotidien Le Parisien apprécie « le scénario [...] bien ficelé, et le casting [qui] sort de l'ordinaire », attribuant deux étoiles à Homefront (signifiant « Nous aimons beaucoup »), le magazine culturel Télérama le classe dans « On aime pas », y voyant un « énième film d'action avec Jason Statham [...] décevant de la part de Gary Fleder ».

### Box-office
Sorti aux États-Unis dans 2 570 salles, Homefront ne parvient qu'à se classer en cinquième position du box-office avec 6 915 241 $ de recettes engrangées pour son premier week-end d'exploitation, pour une moyenne de 2 691 $ par salle. Par la suite, il connaît une forte baisse de fréquentation en salles et ne reste que cinq semaines en salles avec un total de 20 158 898 $. Cet insuccès relatif s'explique en partie par son interdiction aux moins de 17 ans (aux États-Unis) en raison d'un contenu jugé trop violent (violence verbale et physique, évocation de la drogue) par les autorités américaines de censure. Cette restriction très sévère et plutôt injustifiée se limita cependant aux États-Unis.
Sorti en France dans une combinaison modeste de 202 salles, Homefront connaît un honnête démarrage avec une troisième position au box-office avec 218 906 entrées, puis perd peu d'entrées au cours des deux semaines suivantes, obtenant également trois salles supplémentaires à le diffuser en troisième semaine, portant le total à 498 599 entrées. Finalement, il termine avec 632 934 entrées.
| Pays ou région    | Box-office      | Date d'arrêt du box-office | Nombre de semaines |
| ----------------- | --------------- | -------------------------- | ------------------ |
| États-Unis Canada | 20 158 898 $    | -                          | 5                  |
| France            | 632 934 entrées | -                          | 3                  |
| Total mondial     | 48 449 416 $    | -                          | -                  |

## Différences avec le roman
Dans le roman Du feu sous la neige (Homefront, 2005) de Chuck Logan, l’histoire se situe dans le Minnesota. Sylvester Stallone et la production ont préféré la Louisiane pour le film. Sylvester Stallone précise « Il n'y avait pas là le genre d'atmosphère poisseuse et de mystère qu'on recherchait. Il y a dans les régions marécageuses du Sud quelque chose qui vous met mal à l'aise parce qu'on a le sentiment de ne pas être dans son élément. Les bayous de la Louisiane sont un lieu à part ».
De plus, dans le roman, Phil vit avec sa femme Nina, officier supérieur de l’armée américaine. Elle est complètement névrosée et en dépression à la suite d’un accident lors d’une opération. Pour sa convalescence, toute la famille a trouvé refuge près des Lacs du Minnesota chez un vieil ami de Phil, vétéran du Viêt Nam comme lui. Dans le film, Phil révèle à la psychologue de l'école que sa femme est décédée quelques mois plus tôt et qu'il a voulu venir s'installer dans ce coin du pays car sa femme en était originaire. Par ailleurs, on ne mentionne pas son passé de militaire au Viêt Nam. De plus, leur fille s'appelle Kit, alors qu'elle est prénommée Maddy dans le film.